# Onychogalea frenata
Il wallaby dalle briglie (Onychogalea frenata (Gould, 1840)) è una specie minacciata di wallaby che sopravvive al giorno d'oggi solo in tre gruppetti separati nel Queensland, in Australia. Questo piccolo marsupiale deve il nome a una linea bianca simile a una briglia che corre dal retro del collo fino attorno alle spalle. Si ritiene che la popolazione totale di questo animale sia di soli 500 esemplari.

## Descrizione
Può raggiungere 1 metro di lunghezza, metà della quale è costituita dalla coda, e i 4–8 kg di peso. Le femmine sono un po' più piccole dei maschi.
Aspetti chiave della sua fisionomia sono le suddette «briglie», una striscia dorsale nera e lo sperone della coda. Come molte altre specie di wallaby, presenta anche una serie di strisce sulle guance. Lo sperone della coda, che può raggiungere 3–6 mm di lunghezza, è in parte ricoperto di pelo. Il suo utilizzo è ignoto.
La «coda unghiuta» è una caratteristica comune ad altre due specie di wallaby, il wallaby dall'unghia lunata e quello dalla coda unghiuta. Mentre il primo è stato dichiarato estinto nel 1956, il secondo è diffuso ancora in gran numero nel Queensland settentrionale e nel Territorio del Nord.

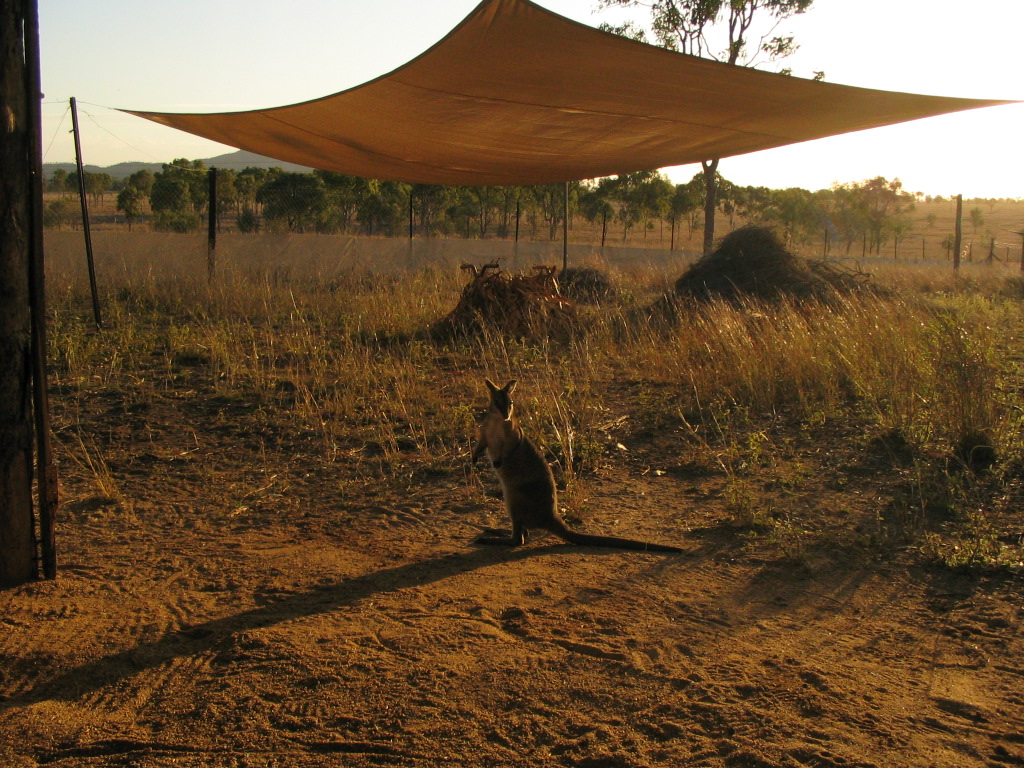

Notturno per natura, questo wallaby è attivo soprattutto di notte e al crepuscolo. È solito trascorrere le ore del giorno dormendo in cavità tra gli alberi o i cespugli. Nelle aree dove tuttora sopravvive, si tiene vicino ai margini dei terreni di pascolo.
Ha la reputazione di essere un animale timido e solitario. Ogni tanto, quando il cibo scarseggia, può pascolare in piccoli gruppi di 2-4 esemplari.
Il wallaby dalle briglie preferisce evitare il confronto diretto con il pericolo e per sfuggirgli può comportarsi in due modi diversi - nascondendosi nella cavità di un albero o strisciando sotto i bassi cespugli. Se colto di sorpresa all'aperto, cerca di rimanere immobile con la speranza di non essere scorto.
Il periodo di riproduzione varia a seconda della disponibilità delle risorse alimentari. La femmina dà alla luce un unico piccolo dopo un periodo di gestazione di circa 23 giorni; il cangurino viene trasportato nel marsupio materno per circa quattro mesi.

## Storia
Ai tempi della colonizzazione europea, il wallaby dalle briglie era comune lungo tutta la regione costiera orientale a ovest della Grande Catena Divisoria. I naturalisti del XIX secolo riportarono che l'areale di questa specie si estendeva dalla regione del Fiume Murray, nel Victoria, attraverso il Nuovo Galles del Sud, fino a Charters Towers, nel Queensland.
La specie iniziò a diminuire notevolmente alla fine del XIX secolo e agli inizi del XX; tra il 1937 e il 1973 non ne venne avvistato neanche un esemplare, tanto che si credette che fosse estinta. Dopo aver letto su una rivista un articolo riguardo alle specie estinte dell'Australia, un produttore di recinti annunciò che ne esisteva ancora una popolazione in una proprietà nei pressi di Dingo, in Queensland.

## Conservazione
Dal momento della sua riscoperta, il wallaby dalle briglie è stato l'obiettivo di progetti conservativi privati per ristabilire popolazioni vitali. I programmi di riproduzione in cattività hanno permesso di ricostituire tre popolazioni: due nei parchi nazionali statali di Idalia e Taunton, e un'altra in una riserva privata, Project Kial, situata nei pressi di Marlborough, nel Queensland Centrale. Si stima che la popolazione totale di questi animali sia di 400-600 esemplari.
Il rischio maggiore per la specie è costituito dalla predazione da parte delle specie introdotte, soprattutto gatti rinselvatichiti e volpi. Proteggere gli habitat da questi predatori è la chiave per un buon mantenimento delle popolazioni nelle riserve.

## Importanza scientifica
Il wallaby dalle briglie si è dimostrato una specie di notevole interesse per i ricercatori, dato che il suo sistema immunitario sembra essere migliore di quello di altre specie di marsupiali. Secondo l'immunologa specializzata in marsupiali Lauren J. Young, dell'Università del Queensland Centrale, «rispetto agli altri marsupiali, questi wallaby sembrano essere in grado di sopravvivere con più facilità a infezioni parassitarie e virali e a varie malattie».